# Рамирес Санчес, Ильич
Ильи́ч Рами́рес Са́нчес (исп. Ilich Ramírez Sánchez, также известный как Ка́рлос Шака́л, англ. Carlos the Jackal; род. 12 октября 1949, Каракас) — международный террорист родом из Венесуэлы, осуществлявший террористические операции в интересах «Народного фронта освобождения Палестины» (НФОП), «Красных бригад», «Красной армии Японии», Организации освобождения Палестины (ООП). Отбывает пожизненное заключение во французской тюрьме.

## Биография

### Ранние годы
Родился в Каракасе. Мать, Эльба Мария Санчес, была католичкой и глубоко религиозной женщиной; отец, Хосе Альтагарсия Рамирес-Навас, адвокат, учился во французском институте и готовился стать католическим священником, но через несколько лет стал атеистом, антиклерикалом. По словам Карлоса, его отец, будучи студентом, встречался с племянницей некоего епископа, и однажды увидел, «как епископ рано утром выходит из комнаты племянницы», это его потрясло. Также Хосе был убеждённым марксистом-ленинистом, из-за чего все трое его сыновей были названы в честь Владимира Ильича Ленина — старший получил имя Владимир, средний — Ильич, младший — Ленин. Со слов Карлоса, к концу жизни Хосе Альтагарсия вернулся к вере и «умер во время чтения католической молитвы».
В 1962 году отец отправил Ильича в находившуюся в Каракасе школу Fermin Toro Lycée, известную своими крайне левыми взглядами. В 1964 году в возрасте 14 лет Ильич вступил в организацию «Коммунистическая молодёжь Венесуэлы», молодёжное крыло Коммунистической партии Венесуэлы. В 1965—1966 годах участвовал в демонстрациях и беспорядках на улицах Каракаса.
В августе 1966 года Эльба Мария Санчес, опасаясь растущего уровня насилия и политической нестабильности в Венесуэле, переехала с детьми в Лондон.
В 1968 им удалось перебраться в Советский Союз, в Москву. В том же году Хосе Рамирес добился зачисления сына в Университет дружбы народов имени Патриса Лумумбы. Во время учёбы в Москве Ильич познакомился с палестинцем Мохаммедом Будиа, членом Народного фронта освобождения Палестины (НФОП). В ноябре 1969 года Ильич был исключён из молодёжного крыла Коммунистической партии Венесуэлы, а в июне следующего года его, в числе других шестнадцати студентов, по требованию венесуэльской компартии исключили из университета.

### Террористическая деятельность
В июле 1970 года Ильич покинул Москву и отправился в Бейрут (Ливан), а затем перебрался в Иорданию, в тренировочный лагерь НФОП близ границ с Палестиной и Израилем. Там в 1970 и 1971 годах он прошёл две трёхмесячные тренировки, став одним из лучших учеников Жоржа Хабаша, который дал ему прозвище Карлос. Прозвище Шакал он получил позже от журналистов, после того как при обыске в номере отеля в его вещах был найден экземпляр книги Фредерика Форсайта «День Шакала».
Осенью 1971 года Карлос направился в Лондон (Великобритания), чтобы начать работать на НФОП. В то время командующим операциями НФОП в Европе был уже знакомый ему Мохаммед Будиа. Сначала Карлос занимался сбором информации, составив список из 500 человек — потенциальных целей НФОП. После того, как в июне 1973 года израильские агенты (предположительно Моссада) убили Мохаммеда Будиа, операции в Европе возглавили Мохаммед Мухарбаль и Карлос. 30 декабря 1973 года Карлос предпринял неудачную попытку покушения на Джозефа Эдварда Шиффа, президента компании Marks & Spencer и почётного вице-президента Британской сионистской федерации. 3 августа 1974 года Карлос и Мухарбаль организовали в Париже (Франция) взрывы рядом с четырьмя новостными агентствами, симпатизировавшими в своих публикациях Израилю. Заминированные автомобили были оставлены перед офисами агентств. В 2 часа ночи произошло три взрыва (одна бомба не взорвалась); никто не пострадал.
По совету Вадея Хаддада, одного из лидеров НФОП, в течение 1974 и 1975 годов Карлос сотрудничал с другими террористическими группами. В сентябре 1974 года он содействовал организации «Красная армия Японии» (КАЯ) в подготовке к нападению на французское посольство в Гааге (Нидерланды). Захват посольства удался, но переговоры с правительством Франции зашли в тупик, и чтобы побудить французов к продолжению переговоров, Карлос проник в кафе Drugstore, расположенное в оживлённом торговом районе Парижа, и бросил ручную гранату с балкона второго этажа в толпу. В результате теракта два человека были убиты и тридцать три получили ранения. Вскоре после теракта французское правительство приняло требования КАЯ (за это преступление Карлос в 2017 году будет приговорён к третьему пожизненному сроку). Считается[кем?] также, что в декабре 1974 года Карлос помог южноамериканской «Хунте революционной координации» в убийстве уругвайского атташе во Франции.
13 января 1975 года Карлос и его сообщник совершили нападение на самолёт компании «Эль Аль» на взлетно-посадочной полосе аэропорта Орли. Они совершили два выстрела из гранатомёта, но промахнулись. 17 января Карлос с тремя сообщниками-палестинцами повторили нападение, в этот раз удалось совершить всего один выстрел, после чего служба охраны аэропорта открыла по ним огонь. В ходе перестрелки палестинцы укрылись в одном из туалетов аэропорта, взяв заложников, Карлос же незаметно ускользнул. Позже заложники были освобождены, а палестинцам дали возможность вылететь в Багдад.
В июне того же года ливанские службы безопасности задержали Мохаммеда Мухарбаля, после чего передали его французской спецслужбе — Управлению территориального надзора (DST). После задержания Мухарбаль рассказал о своих сообщниках и согласился отвести полицию в дом к одной из подруг Карлоса. Ночью 27 июня Мухарбаль и трое агентов из DST зашли в квартиру в тот момент, когда там происходила вечеринка, и попытались допросить находившегося там Карлоса. После короткого спора Карлос отошёл в ванную комнату, откуда вернулся с оружием и убил Мухарбаля и двоих агентов DST. Избежав облавы, Карлос сначала вернулся в штаб-квартиру НФОП в Ливане, затем направился в Восточную Германию, а после — в Венгрию. Там он спланировал свою следующую операцию — нападение на участников ежегодной встречи в штаб-квартире ОПЕК в Вене.
В октябре 1975 года в Йемене «за несколько дней до… дня рождения» принял ислам. Находясь среди арабов-командиров, с которыми вместе совершил нападение на самолёт израильской авиакомпании «Эль Аль», и намереваясь для спасения от возмездия израильских военных уехать в Сомали, он услышал, как «один из товарищей сказал, что неважно, если мы погибнем, мы умрём как мученики. „А как же Салем? — ответил другой товарищ. — Он не мусульманин!“» и решил, что ему, как командиру, нужно принять ислам, чтобы повести «их с собой в рай». Карлос отмечает, что первоначально были вопросы, но по-настоящему он стал исповедовать ислам позже «и смог понять некоторые вещи», как то, что «ислам говорит о печати откровения, пророке Мухаммеде, посланце Бога, которому было ниспослано откровение и священное писание — Коран, несущее печать божественного откровения. Единый Бог, как и во всех монотеистических религиях». И хотя, по его мнению, между христианством и исламом нет большой разницы, он допускает, что «существуют теологические различия» и «откровения отличаются».
21 декабря 1975 года в 11:30 Карлос и пятеро сообщников проникли в штаб-квартиру ОПЕК, убив троих человек и нескольких ранив. К тому моменту, когда прибыла полиция, Карлос взял в заложники более 80 участников встречи, включая министров из 11 стран ОПЕК. После 36 часов переговоров австрийские власти согласились на все условия, выдвинутые террористами — включая выделение самолёта для перелёта террористов и заложников в любую страну. В ответ Карлос отпустил 40 заложников во время отбытия в аэропорт, оставив только министров и их помощников. Из Австрии террористы совершили перелёт в Алжир, где были освобождены министры из «неарабских» стран. Карлос со своей командой отправились в Триполи, где был освобождён ливийский министр. 24 декабря, по возвращении в Алжир, были освобождены оставшиеся заложники. После освобождения заложников Карлос с сообщниками получили политическое убежище в Алжире, в очередной раз избежав ареста.
Нападение на ОПЕК было последней операцией, в которой Карлос принимал личное участие. Считается, что он вернулся в Ливан и занял руководящее место в НФОП. Также имеются сведения, что в 1976 году он участвовал в планировании угона самолёта в Энтеббе.
В 1978 году, после смерти Вадея Хаддада, Карлос отдалился от НФОП. Известно, что между 1976 и 1985 годом Карлос действовал из Венгрии, где у него хранилось оружие. Обвинялся в мюнхенском теракте 21 февраля 1981 года — взрыве на «Радио „Свободная Европа“», совершённом по заказу генерала румынской «Секуритате» Николае Плешицэ. В январе 1982 года в Париже при попытке совершения теракта была арестована жена Карлоса, немецкая террористка Магдалена Копп. Карлос, безуспешно пытаясь добиться её освобождения, организовал несколько взрывов во Франции. В 1984 году Карлос дал интервью Набилю Могроби и разрешил ему сделать фотоснимок. Позже он пытался не допустить публикации, но безуспешно. Как только статья была опубликована в «Аль-Ватан аль-Араби», у офиса журнала в Париже прогремел взрыв, в результате которого один человек был убит и 64 ранено. В 1985 году Карлос покинул Венгрию и пробыл какое-то время в Праге. В начале 1990-х он обосновался в Судане.

### Суды и заключение
15 августа 1994 года власти Судана выдали Карлоса французским агентам из DST. Ему было предъявлено обвинение в убийстве двух парижских полицейских и Мохаммеда Мухарбаля в 1975 году. До суда он был помещён в тюрьму Санте. Суд, длившийся с 12 по 23 декабря 1997 года, признал Карлоса виновным и приговорил его к пожизненному заключению без права помилования.
В 2003 году во Франции вышла его автобиографическая книга «Революционный ислам», в которой он, в частности, рассказывает о своём отношении к исламу.
В 2004 году он был перемещён в тюрьму Фресне.
В 2006 году он был перемещён в тюрьму Клерво.
По данным на 2009 год Карлос содержался в тюрьме коммуны Пуасси департамента Ивелин.
16 декабря 2011 года суд во Франции вынес Карлосу второй пожизненный приговор за организацию четырёх взрывов на территории Франции, в результате которых погибли одиннадцать человек и более ста были ранены. 26 июня 2013 года парижский суд отказал Ильичу Рамиресу Санчесу в отмене второго пожизненного приговора.
В марте 2017 года Карлос был приговорён французским судом к третьему пожизненному сроку за организацию взрыва в торговом центре в Париже, в результате которого погибли два человека и более тридцати были ранены.
В мае 2017 года шесть российских писателей написали открытое письмо французскому президенту Эммануэлю Макрону с просьбой помиловать Карлоса. В числе подписавшихся — Александр Проханов, Игорь Молотов, Герман Садулаев, Исраэль Шамир, Андрей Рудалев и Сергей Петров. К августу число подписантов составило 20 человек. Письмо осталось без реакции со стороны французского правительства и общественных деятелей.
В марте 2018 года, после того как суд оставил оглашённый приговор без изменений, Ильич Рамирес Санчес обратился с просьбой к президенту России Владимиру Путину, чтобы он повлиял на его освобождение. В частности, Карлос попросил дать ему российское гражданство, чтобы обменять его на шпиона.

## Художественная литература
- Роберт Ладлэм — трилогия «Идентификация Борна»[16], «Превосходство Борна»[17], «Ультиматум Борна»[18]. Карлос изображён как чрезвычайно осторожный и один из наиболее опасных в мире убийц. Его образ представляет смесь реальных фактов и авторской выдумки, как например то, что он проходил подготовку советскими спецслужбами под Новгородом.
- Том Клэнси — роман «Радуга шесть». Группа террористов пытается вызволить Карлоса Шакала из тюрьмы, организуя атаку на парк развлечений в Испании.
- Жерар де Вилье — «Марафон в испанском Гарлеме»[19][20]. Внештатный агент ЦРУ, австрийский князь Малько Линге преследует международного террориста Хуана Карлоса Диаса, совершившего множество громких убийств и покушений в Европе. Действие происходит в Нью-Йорке в 1977 году. Описание внешности:

Курносый с горбинкой нос, толстые губы, пухлые щёки сердитого ребёнка, надвинутый на глаза берет. Плотная и крепкая фигура.

- Андрей Таманцев — «Двойной капкан» (из серии «Солдаты удачи»), 2001 г., ISBN 5-7390-0770-4. Группа особого назначения преследует международного террориста Карлоса Перейру Гомеса, имеющего клички Пилигрим, Взрывник и Шакал, пытающегося взорвать Северную атомную электростанцию на Кольском полуострове. Террорист имеет большое сходство с прототипом — Карлосом Шакалом, но его биография заметно отличается.
- Стивен Лизер — «Выстрел издалека» (1994). Террористическая группа, возглавляемая Карлосом Шакалом, совместно с функционерами ИРА планирует громкое политическое убийство высокопоставленного лица на территории США. Два ветерана спецслужб — американец из ФБР и британец из SAS — не зная друг о друге, ведут параллельное следствие.

## Кинематограф
- Сериал «Спецназ К. Э. Т.[англ.]» (1986, США, режиссёр — Уильям Фридкин). В роли Карлоса — Эдди Велес[англ.].
- «Двойник» (1997, Канада, режиссёр Кристиан Дюге) — шпионский триллер, сюжет которого основан на плане поимки Карлоса Шакала. В роли Карлоса — Эйдан Куинн.
- «Карлос», режиссёр Оливье Ассаяс (2010) — многосерийный биографический телефильм. В роли Карлоса — Эдгар Рамирес.
- «Тайна личности Борна» (снятая в 1988 году американская экранизация романа 1980 года Роберта Ладлэма), триллер. Режиссёр — Роджер Янг. В роли Карлоса — Йорго Вояджис.
- Сериал «Кодекс чести» (2002, Россия, режиссёр Георгий Николаенко). В роли Карлоса (Пилигрима) — Валерий Гаркалин.
- «Никита». В 3-й серии 2-го сезона киллер-анархист Рамон во многом основан на образе Карлоса и даже сравнивается с ним.